# メアリー・エルムズ
メアリー・エルムズ（Mary Elmes, 1908年5月5日  - 2002年3月9日）は、ホロコースト期間中に、車のトランクの中に隠すことで、約200人のユダヤ人の子供たちの命を救ったアイルランドの援助活動家である。2015年に、スペイン内戦と第二次世界大戦での彼女がした義挙を認識して、イスラエルに「諸国民の中の正義の人」として称えられた最初で唯一のアイルランド人となった。

## 生涯

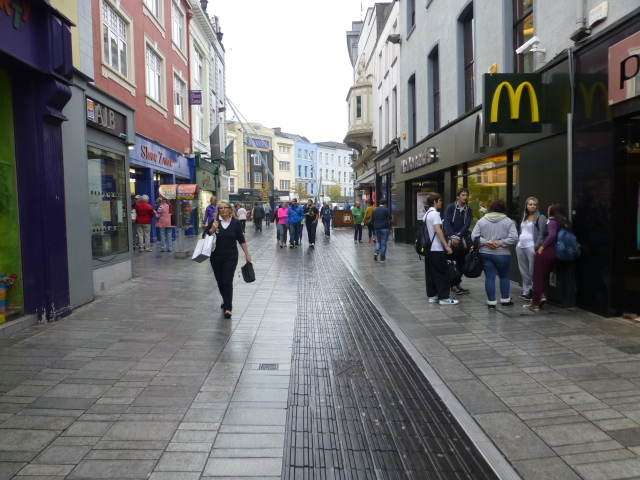
コーク市内中心部のウィンスロップストリート。薬局はマクドナルドが表示されている場所にあった（4 Winthrop Street）

メアリー・エルムズは、1908年5月5日にアイルランドのコークで生まれた。父の名はエドワード・エルムズ、母の名はエリザベスで、薬剤師であった。エドワード・エルムズはもともとウォーターフォード出身で、薬剤師の資格を得てからコークに移り、ウィンスロップ・ストリートで薬局を開いて経営した。メアリーにはジョンという名の兄弟が1人いて、薬局を継いだ。
エルムズはコークのロッシェル学校に通い、その後1928年にダブリン大学トリニティ・カレッジに入学し、そこでフランス語とスペイン語の近代文学で優秀な成績を修めた。1935年に、成績を評価された結果、エルムズはロンドン・スクール・オブ・エコノミクスの国際研究の奨学金を受けた。国際教養学で卒業し、スイスのジュネーヴでさらに研究するための奨学金も受けた。

### スペイン内戦
1937年2月、自身の研究の完了後、エルムズはロンドン大学救急車ユニットに入隊し、当時の戦争で荒廃したスペインのアルメリアの小児病院に送られた。

### ユダヤ人の子供たちを救ったことについて
1942年、ヴィシー当局は、ユダヤ人の子供たちが強制収容所に送られることを免除されることは法的に認められていないと発表し、送ることにした。エルムズは、何人かの同僚と一緒に、何十人もの子供たちを安全な所に連れて行ったり、国から逃げ出したりすることに助けた。危険だったのに、エルムズは彼女の車のトランクに多くの子供たちを隠して、安全な所へ彼らを運転した。そして、文書を保護することで、ヴィシー政権での秘密の交通網を通して逃げることを可能にした。彼女は時々「ペルピニャンのクエーカー宗教団体の団長」と呼ばれていても、クエーカーではなかったが、クエーカー組織と積極的に協力した。